# Helicopter Magazine Europe
Helicopter Magazine Europe est une revue française consacrée au monde des hélicoptères civils

## Généralités
La revue Hélicoptère business loisirs  (ISSN 1957-1364) apparaît en février 2006. Son directeur de la publication est Arnaud Devriendt, fondateur et gérant de la société Callixo, spécialisée en média et marketing aéronautique. Porteur du titre Hélicoptère news & business, cette revue mensuelle devient Hélicoptère magazine  (ISSN 1957-1372) avec le no 9 daté de décembre 2006, toujours avec Arnaud Devriendt comme directeur de la publication.
Elle adopte le titre Helicopter Magazine Europe. Sa parution devient bimestrielle à partir du no 40 de décembre 2009, toujours à destination du marché civil de l’hélicoptère.
Cette revue présente la particularité d'avoir un texte bilingue français-anglais.

## Journalistes
Parmi les journalistes ayant apporté leur contribution à la revue figure Antoine Grondeau